# 瑪薇卡
瑪薇卡是米哈遊開發的電子遊戲《原神》中的虛構角色，角色於遊戲2024年更新的5.0版本中登場，2025年1月成為可玩角色。瑪薇卡的華語配音为李晔，日語配音为小松未可子，英語配音为卡蒂安娜·薩爾基西安，韓語配音为金拏燏。米哈遊還為瑪薇卡推出了名為燃血之願的角色歌曲，分為4國語言版，分別由不同知名歌手或藝人演唱。
瑪薇卡原為虛構國家納塔的平民，五百年前繼承神位成為納塔的統治者、火之神，率領各部族抗衡席捲大陸的邪惡勢力「深淵」，卻因國力衰弱而不得不死神之力自我獻祭，延後戰火至五百年後再度復活。復活後，她集結「六英雄」與深淵決戰，最終徹底消滅深淵化身。
瑪薇卡的膚色曾遭到批評，騎機車的形象亦受到褒貶不一的評價。作為既有人性又有神性的角色，瑪薇卡在劇情中的表現受到好評。瑪薇卡的戰鬥玩法亦受到廣泛好評，她既可以作為進攻主力也可以作為進攻輔助，而且戰力很強，被認為是《原神》提高單次傷害上限的原因。

## 創作與設計
瑪薇卡首次出現在以《原神》虛構國家「納塔」為主題的劇情預告片以燔燎鑄名中，該預告片還同時公佈了其配音員和人物設定。之後，在《原神》更新的5.0版本中，瑪薇卡在主線劇情中以非玩家角色登場。米哈遊在2024年11月24日釋出了瑪薇卡的角色立繪，確定其為玩家角色。同年12月，米哈遊先後釋出了瑪薇卡的角色宣傳影片舊時光以及戰鬥玩法預告片燃血之願（Blazing Heart）。燃血之願以為體裁，同名歌曲以華語、日語、英語、韓語4國語言版本發佈，其中英文版邀請到了被譽為「遊戲音樂女王」，曾為《英雄联盟》、《最終幻想XIV》和《漫威爭鋒》獻唱的；韓語版則由韓團(G)I-DLE的主唱曹薇娟獻唱；華語版和日語版則分別由歌手袁婭維、瑪薇卡的日語配音員小松未可子演唱。
瑪薇卡在2025年1月1日發佈的《原神》5.3版本正式成為玩家角色。米哈遊還為其推出了專屬武器。在線下，米哈遊在全球多個國家舉行主題快閃活動「與瑪薇卡同行」，包含遊戲試玩、抽獎和周邊商品販售。其中，臺灣場於臺北市信義區微風南山廣場舉行，以瑪薇卡為主體的彩繪重型機車在會場中首次公開亮相，網紅「咪妃」也以瑪薇卡的角色扮演登場。咪妃表示瑪薇卡自信堅定、充滿力量，但也有顆溫暖的心，這樣的角色讓她很有共鳴，她希望借角色扮演向大家傳達瑪薇卡給他人帶來力量和溫暖的感覺。馬來西亞場則在柔佛州新山市Toppen購物中心和檳城州檳島皇后灣廣場舉行。
對於角色配音，瑪薇卡的日語配音由小松未可子擔任。小松未可子在接受《週刊Fami通》採訪時透露，她第一次配音瑪薇卡時，製作組並未讓她正式配音，而是先進行演技方向的配音測試，透過朗讀幾句台詞來調整角色形象，這種調整過程在遊戲配音中相當罕見。在配音過程中，她會一邊參考瑪薇卡的插畫和設定資料，一邊與工作人員討論並試音，逐步打造出現在這個冷靜的瑪薇卡形象。由於《原神》是逐步進行劇情配音的，她會根據劇情發展調整配音方式，讓瑪薇卡這個角色漸漸成形。她特別提到，在演技方向上，雖然年輕、英氣的聲線基本沒有改變，但隨著劇情推進，為了呈現瑪薇卡所背負的重擔，她刻意在演技上提高了一些年齡感。在角色設定上，小松未可子表示，初次看到瑪薇卡的插畫和設定資料時，被她帥氣又強大的外表深深吸引，但也因為瑪薇卡從人類成為神明並掌握納塔命運的重要角色定位而感到擔憂，不知是否能夠演繹出角色所背負的重擔。在實際演出過程中，她發現瑪薇卡這個角色有多個層面：一開始通過發號施令和演說展現神明的威嚴，隨後逐漸展露出溫柔和堅強的一面。小松特別提到瑪薇卡堅強的內心是不能改變的核心特質，而且角色還具有調皮的一面，這種多重性格的反差也是瑪薇卡的魅力所在。瑪薇卡的華語、英語、韓語配音分別由李晔、卡蒂安娜·薩爾基西安和金拏燏擔任。

## 作品中表現

### 角色故事
瑪薇卡原為虛構國家納塔的普通人，在距主線故事500年前繼承神位，成為火之神，賜名「赫布里穆」:90。名為「深淵」的反派勢力以災厄席捲全大陸，侵入了掌管納塔人生死輪迴的靈魂的居所「夜神之國」。瑪薇卡率領納塔各部族抗擊深淵，歷經鏖戰終於將其從地面之上趕出，但深淵仍不屈不饒地侵襲着地面之下的「夜神之國」，為此又需要舉國之力討伐。此時久罹兵革，民生凋敝，納塔已無力承擔對「夜神之國」的討伐。在與各部族討論後，瑪薇卡決定將這場戰鬥延至500年後，給各部族療愈、重新成長、鍛鍊的時間，培育出可以抵抗深淵的力量（包括能獨當一面的「六英雄」）。她則藉助死神的力量，獻祭自己，等到各部族整裝待發後再復活、重新領導對深淵的戰爭:84。
在主線劇情納塔篇的開始，瑪薇卡已經復活:84。主角來到納塔，結識了包括卡齊娜在內的眾多夥伴。卡齊娜在一次前往「夜神之國」的作戰任務中迷失其中，瑪薇卡欲通過儀式將其傳送回來卻失敗；由此瑪薇卡瞭解到深淵對「夜神之國」的入侵已經非常嚴重。主角一行救出卡齊娜之後，瑪薇卡指示眾人以集齊「六英雄」為目標，團結抗敵；至冬國的外交官卡皮塔諾也成為眾人的盟友:86。深淵在地上趁機發動了又一次全面戰爭，納塔各部族傷亡慘重，但在眾人協力下，「六英雄」集齊，成功抵禦了深淵的侵略:88。瑪薇卡則與主角二人來到「夜神之國」，與深淵展開決戰，最終擊敗了深淵的化身，將其徹底消滅。戰後，瑪薇卡悄悄覲見死之神，準備向其支付使用其權能的代價（死亡），但卡皮塔諾現身替瑪薇卡支付了代價。

### 角色玩法
瑪薇卡是使用雙手劍的火元素角色。她的元素戰技在長按時可以召喚機車，進入騎行模式。施放元素爆發，她將騎著機車騰空躍起，手持雙手劍向前揮出強大的一斬。

## 反響與評價

### 角色人氣
在作為玩家角色在遊戲中實裝之前，瑪薇卡就已因其在主線劇情中的表現而備受玩家期待。作為《原神》廣告宣傳的一環，即將實裝的玩家角色的立繪（角色2D美術圖）往往會在實裝前一個版本的版本更新前釋出。因此，有的《原神》玩家甚至提前半個小時守着官方賬號，等待其發帖。但玩家翹首以盼的瑪薇卡角色立繪並未如預期釋出；此舉引發了玩家的熱烈討論，玩家紛紛表示期待落空、「被騙了」。瑪薇卡的角色立繪在一週後才釋出。
《原神》5.3版本瑪薇卡作為玩家角色實裝。據Game Rant報導，瑪薇卡備受玩家期待，在實裝後斬獲了當期約64%的營收，遠超同期實裝的茜特菈莉。鍾離的日語配音員前野智昭是瑪薇卡的日語配音員小松未可子的丈夫；他於《原神》版本更新當日，在個人頻道上直播獲取和體驗瑪薇卡，甚至為此準備了隆重的歡迎儀式，引發網友的互動和討論。《英雄聯盟》選手BeryL也於同日直播獲取瑪薇卡和茜特菈莉。米哈遊在台北信義區的微風南山廣場舉辦「與瑪薇卡同行」線下實體活動與限量周邊快閃店，引發粉絲熱烈反響，亦有玩家通過角色扮演表達對角色的喜愛；周邊商品因數量有限，許多玩家在揭幕儀式開始前就前往排隊。

### 角色設計
在米哈遊釋出納塔劇情預告片以燔燎鑄名後，部分玩家對瑪薇卡等角色的白膚色形象不滿。據聯合新聞網報導，玩家推測瑪薇卡的靈感來源為毛利神話中的火神馬胡伊卡，但瑪薇卡卻為白人膚色。包括科伊·陶、瓦萊里婭·羅德里格茲、澤諾·羅賓遜在內的部分《原神》英語配音員也表達對此的不滿。有的玩家通過製作繪圖和影片，將瑪薇卡的膚色調暗；也有玩家表示對瑪薇卡配色設計的喜愛，稱其與中的角色「落日霞光」相似。
在納塔國及相關劇情實裝後，瑪薇卡騎機車的設計亦引發討論，評價褒貶不一。據Dexerto報導，玩家們對瑪薇卡騎機車的造型以及相應的戰鬥動作十分喜愛，有的玩家甚至放棄獲取別的頂級角色、轉而去獲取瑪薇卡；也有玩家不滿意瑪薇卡的機車，認為這與《原神》中世紀奇幻的背景不協調。在《原神》釋出以瑪薇卡為主體的動畫短片黃昏後，部分玩家表示期待米哈遊實裝短片中瑪薇卡穿著的傳統服飾，認為這與瑪薇卡作為火神的氣質更般配。The Nerd Stash評論員批評瑪薇卡騎機車的造型與她作為火神的地位不相符，直言只看造型「還以為是遊客」；表示，機車實在是「過於現代」、太真實，相比之下楓丹和坎瑞亞的機械則更符合奇幻世界的設定。遊戲基地評論員蓋子則表揚瑪薇卡的機車展現了納塔科技與傳統相結合的文化。游戏日报評論員阿七則認為《原神》火神瑪薇卡的機車設計十分合理。他表示，從遊戲世界觀來看本就存在許多先進科技，所以一輛機車的存在並不突兀。再者，機車的設計完全符合納塔地區的設計邏輯。納塔角色向來融合部落風情與新潮元素，作為火神的瑪薇卡自然也不例外，她的機車服皮衣造型與機車相得益彰。阿七認為，從角色塑造的角度來看，機車完美展現了瑪薇卡的性格特點。她是一位直爽、強大且行事果斷的神明，具有強烈的責任感和犧牲精神。作為一個時刻在綻放燃燒，並以此為榮的戰士，機車正好能象徵並表達她的熱情與激昂。阿七指出，《原神》畢竟是架空作品，過分追求所謂的「合理性」反而會限制遊戲的創意發揮。

### 劇情塑造
納塔主線劇情自《原神》5.0版本開始連載，持續到5.3版本:82–89。據遊戲日報報導，在5.3版本更新前，玩家對主角與瑪薇卡即將並肩作戰充滿期待，不少玩家熱烈討論可能的後續發展。對於瑪薇卡在主線劇情中的表現，Game Rant評論員悉達多·納拉辛罕稱讚瑪薇卡包括擊敗卡皮塔諾、擊敗深淵的表現令人印象深刻。The Nerd Stash評論員則認為相比芙寧娜，瑪薇卡在主線劇情中的表現過於穩定。批評米哈遊將瑪薇卡的角色弧光藏在了黃昏、舊時光等YouTube動畫影片中，而不是主線劇情中。
Screen Rant評論員羅斯·雷諾表示，瑪薇卡是《原神》中最具人類特質的神。與其他神明不同，瑪薇卡擁有獨特的身份定位：她是從凡人被選中而成為神明的存在。這樣的背景賦予了她強烈的人性特質，使她能以更貼近人性的方式統治納塔。即使擁有神明的權力與地位，她依然能夠以一種更親近的方式與納塔人民建立聯繫，她比其他神更深入地理解和關懷自己的子民。另外，作為戰爭之神的瑪薇卡，對納塔的忠誠與奉獻體現在她的每一個決策中。面對戰爭危機時，她毫不猶豫地犧牲自己的力量來維持納塔的聖火，展現出一位明智而忠誠的執政者形象。這種自我犧牲的精神，使她值得尊敬的領袖形象深入人心。雷諾表示，作為一位既有人性又有神性的神，瑪薇卡獨特的角色塑造，使她成為《原神》中最富有層次感的神之一。
電faminicogamer評論員 Jisumarokku指出，瑪薇卡的故事在主線劇情與個人角色故事（「傳說任務」）中展現了不同層面。在主線劇情中，雖然提到瑪薇卡的家人，但只是片段式的。而在個人角色故事中，故事更深入地描繪了她作為神明與人類的雙重身份。特別是通過她與妹妹伊妮的故事，展現了瑪薇卡不僅是一位神明，更是一個有著人性面的角色。伊妮雖然只是普通人，但她對姐姐的承諾和愛，以及她平凡但充滿意義的一生，都讓這個故事格外動人。 Jisumarokku認為，瑪薇卡的個人角色故事將她塑造成一個既是國家領袖和神明，又是「大家的英雄」的形象。 Jisumarokku更表示這個故事的感動程度可以與須彌篇媲美，是她在玩《原神》以來，除了須彌篇之外最令他感動落淚的劇情。

### 角色玩法
瑪薇卡的戰鬥玩法受到正面的評價。雅虎新聞、遊戲葡萄、Game Rant、Screen Rant、TheGamer均表示瑪薇卡和雷電將軍一樣，既可以作為進攻主力也可以作為進攻輔助，即使不上場也可以造成很多傷害，但設計上偏向主力；Game Rant評論員更稱讚瑪薇卡作為進攻輔助可以取代香菱。雅虎新聞、TheGamer都認為瑪薇卡戰力很強，並且易於使用；雅虎新聞評論員「尋找靈感」表示瑪薇卡雖然機制上不如阿蕾奇諾，但可以對群體發動大量攻擊。TheGamer、Game Rant均稱讚瑪薇卡刷新了遊戲傷害上限；Game Rant評論員還提到，《原神》5.4版本更新補丁說明中，提到單次傷害上限從9,999,999提升到2000萬，他認為這可能是因為瑪薇卡突破了此上限。對於瑪薇卡的大招機制，雅虎新聞、TheGamer、Game Rant都提到瑪薇卡是《原神》中首個以新機制「戰意」發動大招的角色，不需要消耗能量。遊戲葡萄、Screen Rant均稱讚瑪薇卡為萬用角色，同時具有納塔各大部落的特殊戰鬥能力。遊戲葡萄評論員「托马斯之颅」進一步指出，瑪薇卡與納塔角色互動性強，玩家擁有的納塔角色越多，性價比越高；Game Rant評論員和The Nerd Stash評論員則認為瑪薇卡依賴納塔角色，不如之前發佈的別的神那樣靈活多變。此外，VG247評論員還指出瑪薇卡培養難度低，無需太多技能就能發揮出色。

## 外部連結
- YouTube上的《原神》角色预告-「玛薇卡：灼火之心」（中文）
- YouTube上的《原神》拾枝杂谈-「玛薇卡：烈阳的巡礼」（中文）